# Rőzseszedő madár
A rőzseszedő madár (Anumbius annumbi) a madarak (Aves) osztályának verébalakúak (Passeriformes) rendjébe és a fazekasmadár-félék (Furnariidae) családjába tartozó Anumbius nem egyetlen faja.

## Rendszerezése
A fajt Louis Pierre Vieillot francia ornitológus írta le 1817-ben, a Furnarius nembe Furnarius annumbi néven.

## Előfordulása
Dél-Amerika középső részén, Argentína,  Brazília, Paraguay és Uruguay területén honos. Természetes élőhelyei a szubtrópusi vagy trópusi síkvidéki esőerdők. Állandó, nem vonuló faj.

## Megjelenése
Testhossza 20  centiméter, testtömege 27–45 gramm.

## Életmódja
Rovarokkal táplálkozik.

## Szaporodása
Nevét fészeképítő szokásáról kapta.
|  |

## Természetvédelmi helyzete
Az elterjedési területe rendkívül nagy, egyedszáma pedig növekszik. A Természetvédelmi Világszövetség Vörös listáján nem fenyegetett fajként szerepel.
- Képek az interneten a fajról
- Internet Bird Collection - videók a fajról
- Xeno-canto.org - a faj hangja és elterjedési területe